# Krka (Chorvatsko)
Krka je krasová řeka na území Šibenicko-kninské župy v Chorvatsku. Je dlouhá 72,5 km. Průměrný průtok je 50 m³/s.

## Průběh toku
Pramení u města Knin, pod nejvyšším vrcholem Chorvatska Sinjal. Po celé své délce protéká krajinou četnými kaskádami a mohutnými vodopády, díky kterým je vyhledávaným turistickým cílem. Jen samotné Skradinské vodopády navštěvuje každoročně mnoho tisíc návštěvníků. U Šibeniku řeka ústí do Jaderského moře.
Hlavní přítoky jsou Butišnica, Krčić, Čikola, Guduča. Na řece leží města Knin, Skradin, Šibenik.

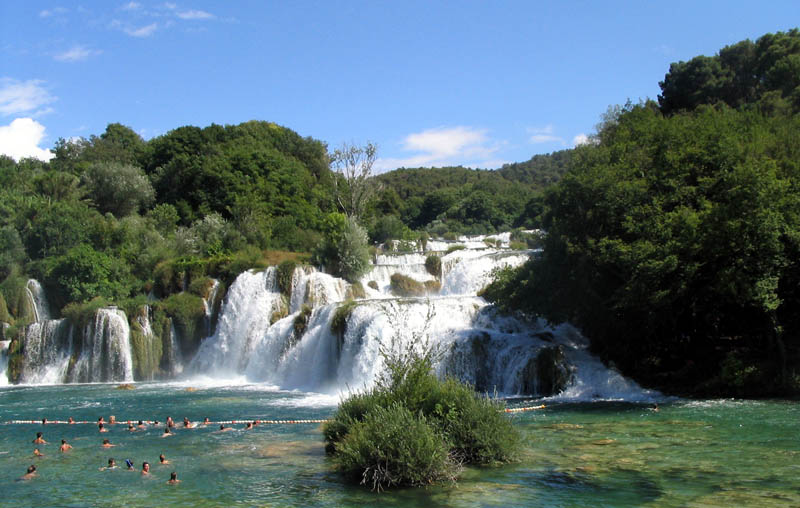
Skradinské vodopády

## Vodopády
- Topolski slap se nachází na horním toku a z výšky 20 m padá kolmo do temně modré tůně.
- Skradinské vodopády jsou celkem 48 m vysoká, 170 m široká a asi 800 m dlouhá soustava vodopádů. Voda padá celkem 17 vodopády o rozdílné výšce.
- Roški slap vysoký 27 m je vlastně začátkem Visovačského jezera, které je dlouhé 12 km.
- Brjanski slap je nejvyšším vodopádem na řece s výškou 62 m.

## Národní park Krka
Na řece se mezi městy Knin a Skradin nalézá Národní park Krka. Rozloha národního parku je 109 km². Byl založen v roce 1985. Hlavní pozoruhodností národního parku Krka je soustava vodních kaskád.

## Využití
Na řece se nachází vodní elektrárny Jaruga, Miljacka, Golubić, Roški slap, Krčić.

## Fauna
V řece Krka žije devět druhů ryb - endemitů.